# Post Regiment
Post Regiment – polski zespół grający hardcore punk.

## Historia
Grupa została założona w 1986 roku w Warszawie przez wokalistę Dariusza „Tolka” Grądzkiego, gitarzystę Jarka „Smoka” Smaka, basistę Rafała „Rolfa” Biskupa. Rok później dołączył do nich perkusista Maksymilian „Max” Gralewicz. W 1987 muzycy zaprezentowali się przed szerszą publicznością na warszawskim festiwalu „Poza Kontrolą”. Rok później Grądzki odszedł z zespołu, a jego obowiązki podzielili między sobą Smak i Biskup. Wkrótce do zespołu dołączyli wokalistka Dominika „Nika” Domczyk oraz drugi gitarzysta Janek Cybulski; jako kwintet zespół wziął udział w warszawskiej Mokotowskiej Jesieni Muzycznej (1989). Lata 1990–1992 upłynęły muzykom pod znakiem koncertów w całej Polsce m.in. na festiwalu w Jarocinie (1991). W tym czasie zespół nagrał również swój debiutancki album Post Regiment, który ukazał się w 1992. Po wydaniu płyty zespół ponownie występował na terenie całego kraju (m.in. na koncertach organizowanych przez wytwórnię QQRYQ) i poza jego granicami. W 1995 grupę opuścił Cybulski i muzycy już jako kwartet nagrali kolejną płytę Czarzły, która wyszła w 1996. Rok później ukazał się ostatni studyjny album Post Regiment pt. Tragiedia wg Post Regiment zawierający utwory zespołu Tragiedia (działającego pod koniec lat 80. w Warszawie). Muzycy Post Regiment zakończyli wspólną działalność w 2001.
W 1997 ich utwór znalazł się na pierwszej składance Muzyka przeciwko rasizmowi firmowanej przez Stowarzyszenie Nigdy Więcej.  
Domczyk zaśpiewała gościnnie na płytach: Ile procent duszy? (1994) zespołu Dezerter (piosenka „Facet”) oraz Tribute to Rejestracja (1998) – składance coverów zespołu Rejestracja.
Smak od połowy lat 90. grał także w zespole Falarek Band oraz zajmował się produkcją muzyki m.in. w studiu „Złota Skała” Roberta Brylewskiego.
W 2007 wytwórnia Pasażer wydała album Death Before Metal w skład którego weszły archiwalne nagrania Post Regiment z lat 1988–1990 (m.in. z udziałem pierwszego wokalisty Darka „Tolka” Grądzkiego).

## Muzycy
- Darek „Tolek” Grądzki – wokal (1986–1988)
- Dominika „Nika” Domczyk – wokal (1989–2001)
- Maksymilian „Max” Gralewicz – perkusja (1986–2001)
- Rafał „Rolf” Biskup – gitara basowa, chórki (1986–2001)
- Jarek „Smok” Smak – gitara, chórki (1986–2001)
- Janek Cybulski – gitara (1989–1995)

## Dyskografia

### Albumy
- Post Regiment (1992)
- Czarzły (1996)
- Tragiedia wg Post Regiment (1997)
- Death Before Metal (2007)

### Bootlegi
- Demo '88 (1988)
- Słodka 16-latka (1990)

## Teledyski
- „Czarzły” (1992) – autor: Maksymilian „Max” Gralewicz